# همسه ماجد
همسه ماجد حمید یک چهره رسانه ای، بازیگر، خواننده، مدل و مجری تلویزیون عراقی است. او با بسیاری از کانال‌ها مانند MCB، السومریه، الشرقیه و البغدادی کار کرده است.

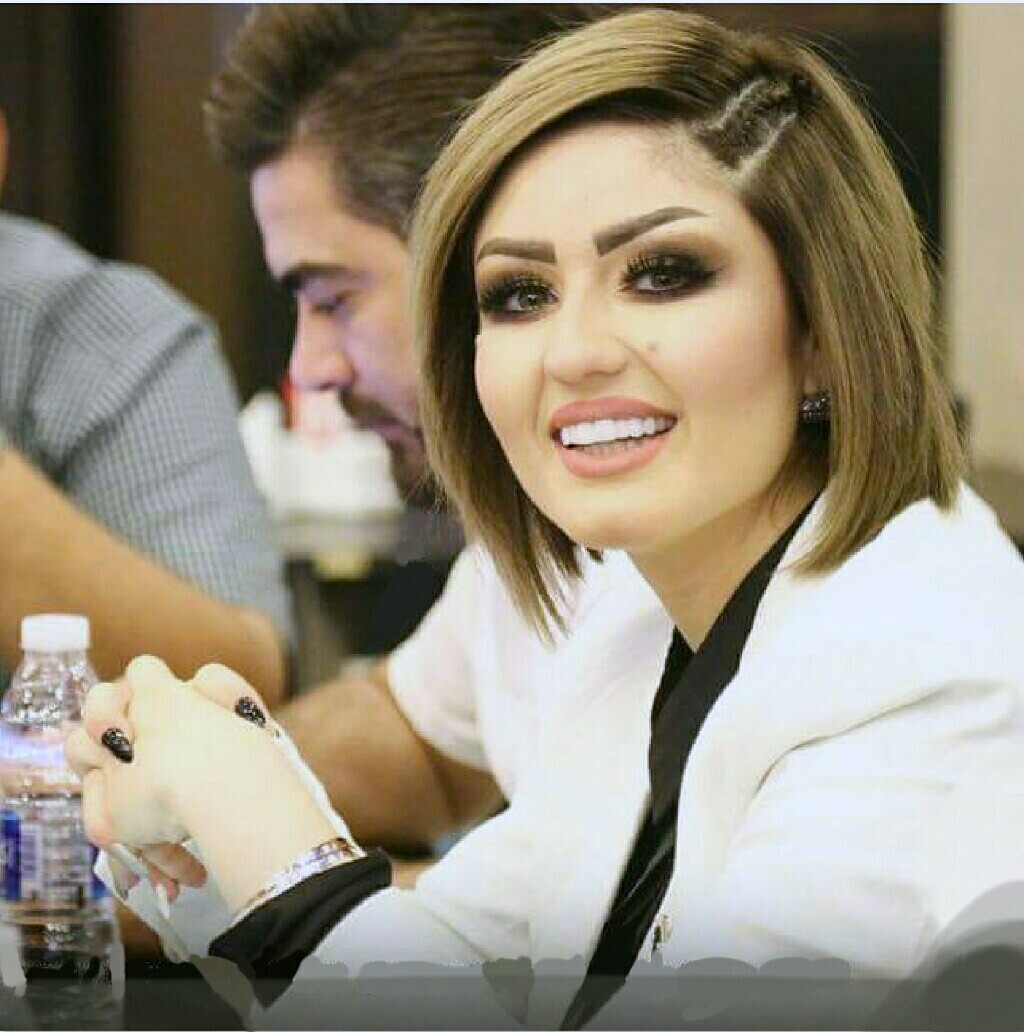
همسة ماجد

## زندگی
او در ۱۴ دسامبر ۱۹۸۷ در بغداد، عراق به دنیا آمد و فارغ‌التحصیل دانشکده هنرهای زیبای دانشگاه بغداد است. از زمان جوانی در چندین آگهی تلویزیونی که در دهه نود قرن گذشته در شبکه الشباب پخش می‌شد ظاهر شد. همسه سه بار ازدواج کرد، آخرین ازدواج او با هنرمند عمر خالد بود، اما در حال حاضر طلاق گرفته است. همسه یک دختر به نام بینه دارد که در سال ۲۰۰۷ از همسر دومش به دنیا آمد. همسه در بغداد زندگی می‌کند و صاحب یک فروشگاه مد در منطقه المنصور به نام "Hamsa Fashion" است.

## حرفه هنری
۲۰۰۴–۲۰۱۴: ارائه برنامه‌های رادیویی و تلویزیونی
ماجد حس هنری و رسانه ای را از مادر خود شذا محمد الجنابی به ارث برده است و در هفده سالگی در اولین قدم خود در رادیو مردم کار کرد که توسط ولید منعم آموزش دید و سپس به رادیو الرشید رفت. و سپس به کانال السومریه برای ارائه برنامه ستاره عراق. او در شبکه الرشید یک برنامه صبحگاهی و چهار برنامه در الشرقیه ارائه کرد: «بطاقة تموینیة» کارت جیره، «بلا موعد» بدون تاریخ، «الید البیضاء» دست سفید و”صایة وصرمایة” در شبکه حنا بغداد و … کانال نهرین، سپس برای ارائه برنامه «شباب و بنات» به شبکه السومریه بازگشت و آخرین شغل او در البغدادیه بود تا برنامه «صبح بخیر عراق» را با حضور علی الخالدی و دالیا طه در سال ۲۰۱۴ ارائه کند.

## ۲۰۱۴–۲۰۱۷: بازیگری و تبلیغات
همسه فاش کرد که کارگردان جوان، اثیر عبدالحسین کسی بود که او را کشف کرد و متقاعد کرد که به عنوان بازیگر در فیلم فلات به کارگردانی علی ابوسیف ظاهر شود. این اثر توسط گروه بزرگی بازی شد ستارگانی از جمله جلال کامل، ثنا عبدالرحمن، بوشرا اسماعیل، مازن محمد مصطفی، وسام عبدالواحد، علی النجار، محمدعلی کاظم و … نمایش طنز روی صحنه تئاتر ملی روی صحنه رفت.
بازی در «نمایش بای… بای» نوشته حسین النجار و کارگردانی غانم حمید.
در سال ۱۳۹۵ در کلیپ هنرمند صلاح حسن با عنوان «طائب سحر» به عنوان مدل فعالیت کرد و برگزیده شد. سال بعد مجری مسابقه دختر شایسته عراق شد.
او مدیر چندین مهمانی و چهره تبلیغاتی بسیاری از برندها مانند Weibo, Celine Bazaar, Hen و غیره شد.

## حادثه حمله
در ۱۸ اوت ۲۰۱۹، ساعت یک شب، همسه ماجد توسط گروهی از جوانان مسلح در منطقه المنصور مورد حمله قرار گرفت. سه جوان مسلح سوار بر خودرو در حالی که خودروی وی در مقابل رستورانی پارک شده بود، راه وی را مسدود کردند و با وجود همراهی مادر و بستگانش سعی کردند از رفتن او جلوگیری کنند. پلیس آنها را دستگیر کرد و بیانیه داد که سه جوان مست بودند که به حکومت ارتباط نداشتند و به یکسال حبس محکوم شدند.